# Le Tilleul-Lambert
Tilleul-Lambert – miejscowość i gmina we Francji, w regionie Normandia, w departamencie Eure.
Według danych na rok 1990 gminę zamieszkiwało 149 osób, a gęstość zaludnienia wynosiła 26 osób/km² (wśród 1421 gmin Górnej Normandii Tilleul-Lambert plasuje się na 750. miejscu pod względem liczby ludności, natomiast pod względem powierzchni na miejscu 632.).